# Blackfish (filme)
Blackfish é um documentário norte-americano de 2013 realizado por Gabriela Cowperthwaite e estreou mundialmente no Sundance Film Festival no dia 19 de janeiro de 2013.
Blackfish foca-se na orca  Tilikum e nos perigos de manter as espécies em cativeiro.

## Enredo
O documentário centra-se no cativeiro da orca Tilikum, que foi responsável pela morte de três pessoas, e nas consequências de manter tais animais grandes e inteligentes em cativeiro. A cobertura de tilikum começa com a sua captura, em 1983, nas águas na Islândia e mostra como ele foi perseguido por colegas animais em cativeiro e deixado em um tanque escuro por horas, o argumento de Cowperthwaite é que esses fatos contribuíram para a agressão da baleia. Cowperthwaite também se concentra nas alegações do SeaWorld que os Cetaceos (as orcas são na realidade, golfinhos) em cativeiro vivem mais tempo, e de que isso é falso.

## Desenvolvimento
Cowperthwaite começou a trabalhar no filme após a morte da treinadora de Tilikum,  Dawn Brancheau. O SeaWorld afirmou que tratava-se de um erro de Brancheau que usava um cabelo longo. Cowperthwaite, por sua vez, argumentou que esta reivindicação foi a conjetura de que "tinha que haver mais nessa história."

## Recepção
A Recepção da crítica para o documentário foi quase sempre positivo, o Deseret News chamou o de "um exemplo emocionante de cinema documental no seu melhor". Twitch Film e The Hollywood Reporter  elogiaram Blackfish, com ambos os sites de avaliação argumentando que o filme deu "um caso convincente contra a manutenção da espécie - e, por extensão, qualquer animal selvagem - em cativeiro para fins de entretenimento humano". Film School Rejects deu ao documentário uma classificação de B-, escrevendo que "nunca oferece nada de novo, mas o que ele fez é extremamente importante" e o que "inclina os para ver [sic]".